# François-Auguste Ravier

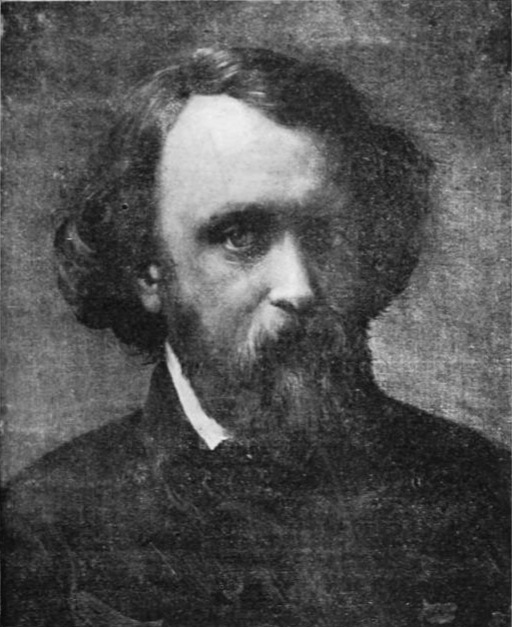
Louis Janmot, Ritratto di Ravier

François-Auguste Ravier (Lione, 4 maggio 1814 – Morestel, 26 giugno 1895) è stato un pittore francese, appartenente alla Scuola di Lione.

## Biografia
François-Auguste Ravier aveva iniziato a studiare Legge, perché la famiglia voleva che diventasse notaio; ma abbandonò presto l'università di Parigi e gli studi del diritto, per consacrarsi interamente alla pittura. Dipingeva vedute delle campagne, prima nei dintorni di Lione, poi di Parigi. Può essere considerato un autodidatta, ma apprese tecniche pittoriche da Théodore Caruelle d'Aligny e osservando mentre erano all'opera suoi amici pittori, come Jean-Baptiste Camille Corot e Charles-François Daubigny, che rappresentava una delle figure di riferimento per i pittori della Scuola di Barbizon.

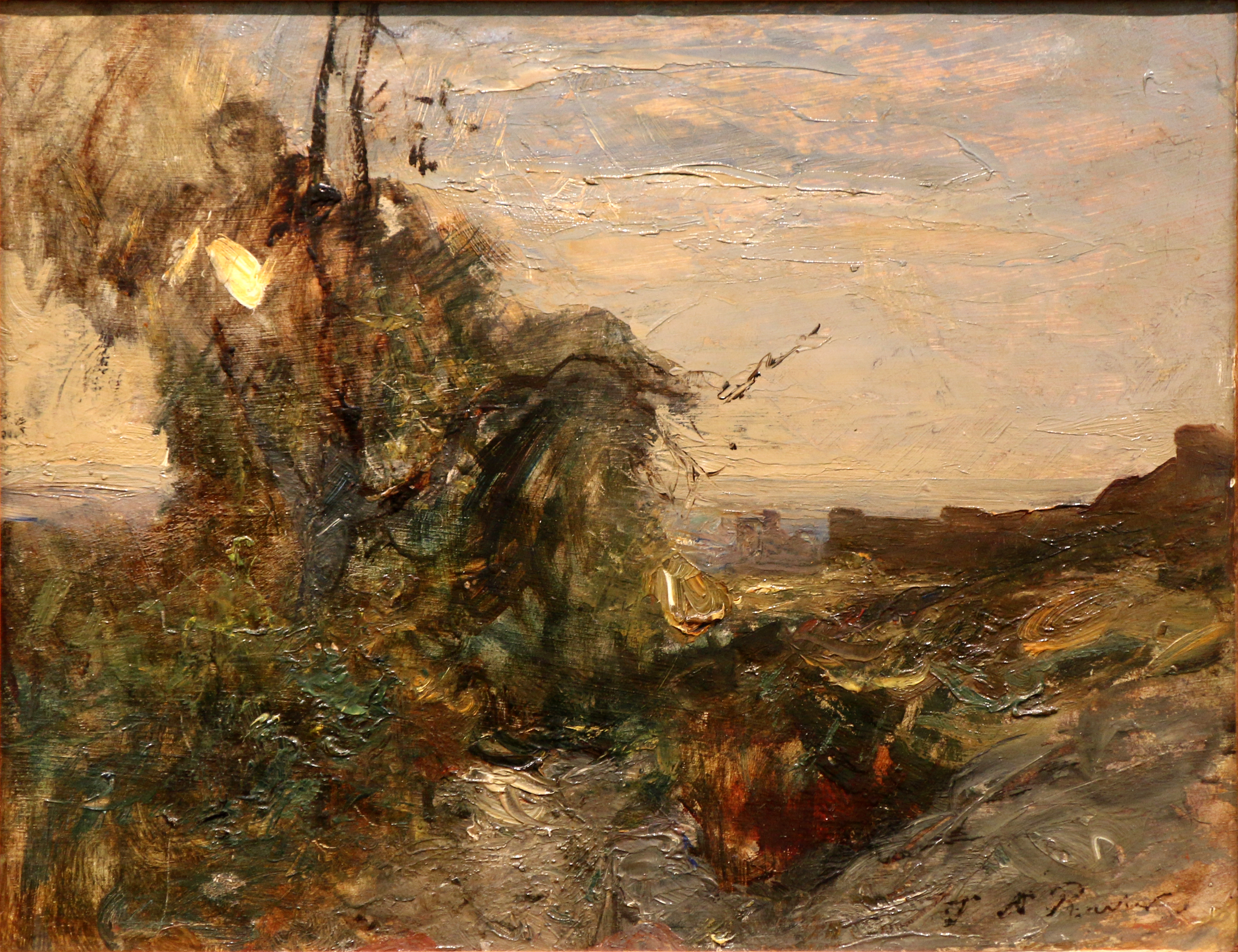
François-Auguste Ravier, Crémieu (Museo d'arte di Tolone)

Visitò più volte l'Italia e nel 1840 vi rimase un anno. Durante il soggiorno a Roma, incontrò Jean-Auguste-Dominique Ingres ed Hippolyte Flandrin, pittore neoclassico della Scuola di Lione. Nel 1841, proprio a Roma, conobbe Corot e ne coltivò l'amicizia. Si perdeva nella campagna romana, vagando alla ricerca di località solitarie - come la foce del Tevere - che erano rimaste abbandonate ed invase dalle sterpaglie. Era chiuso di carattere, tanto che di lui non sono note partecipazioni a mostre.
Nel 1850 fissò la sua residenza a Crémieu (Isère) e dal 1865 si spostò definitivamente a Morestel, incantato dalla luminosità e dal senso di isolamento che hanno i paesaggi rurali.

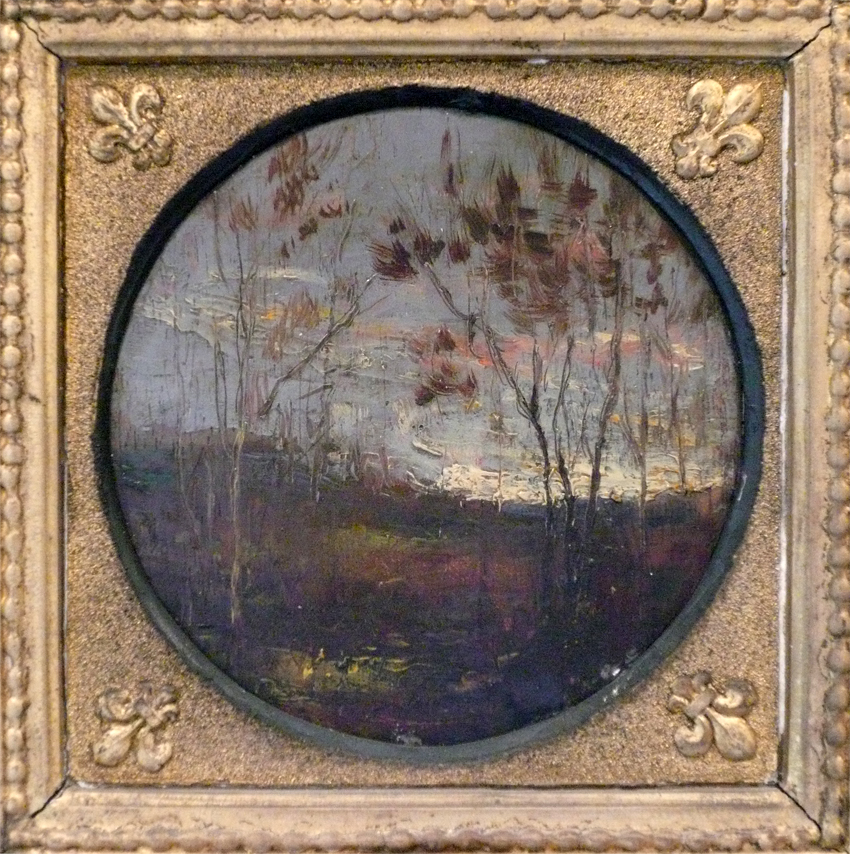
F-A Ravier, Nuvola rosa, Musée Albert André, Bagnols-sur-Cèze

Intorno a Ravier si formò un cenacolo di giovani pittori, poi definiti della Scuola di Morestel. Nel 1876 Ravier ebbe la sorpresa di riconoscere un vero talento artistico in François Guiguet, che viveva nel vicino villaggio di Corbelin (Isère) e che divenne suo allievo. Lo raccomandò a Michel Dumas, che insegnava all'École nationale des beaux-arts de Lyon e che si era formato come allievo di Jean-Auguste-Dominique Ingres.
François-Auguste Ravier s'ispirava alle tecniche pittoriche di William Turner, ma nella ricerca di uno stile andò ben oltre: dipingeva sovrapponendo sulla tela larghi strati di colore, trascurando la definizione esatta dei contorni e privilegiando le ombre e la luce. Creava strani impasti di tinte e operava sfregamenti nel colore, che si sfilacciava in filamenti di luce. Pittore fuori dal tempo, per questa sua tecnica innovativa di miscelare colori è considerato un precursore dell'Impressionismo, ma anche del Divisionismo.
Fu sorpreso dalla malinconia di certi angoli della campagna romana. La sua capacità di addensare i colori, per cogliere luminosità atmosferiche, incantò Antonio Fontanesi, che lo conobbe quando era già vecchio e lo considerò un maestro. Una progressiva cecità lo colpì in vecchiaia. Si sussurrava intorno a luiː Aveva troppo guardato il sole.

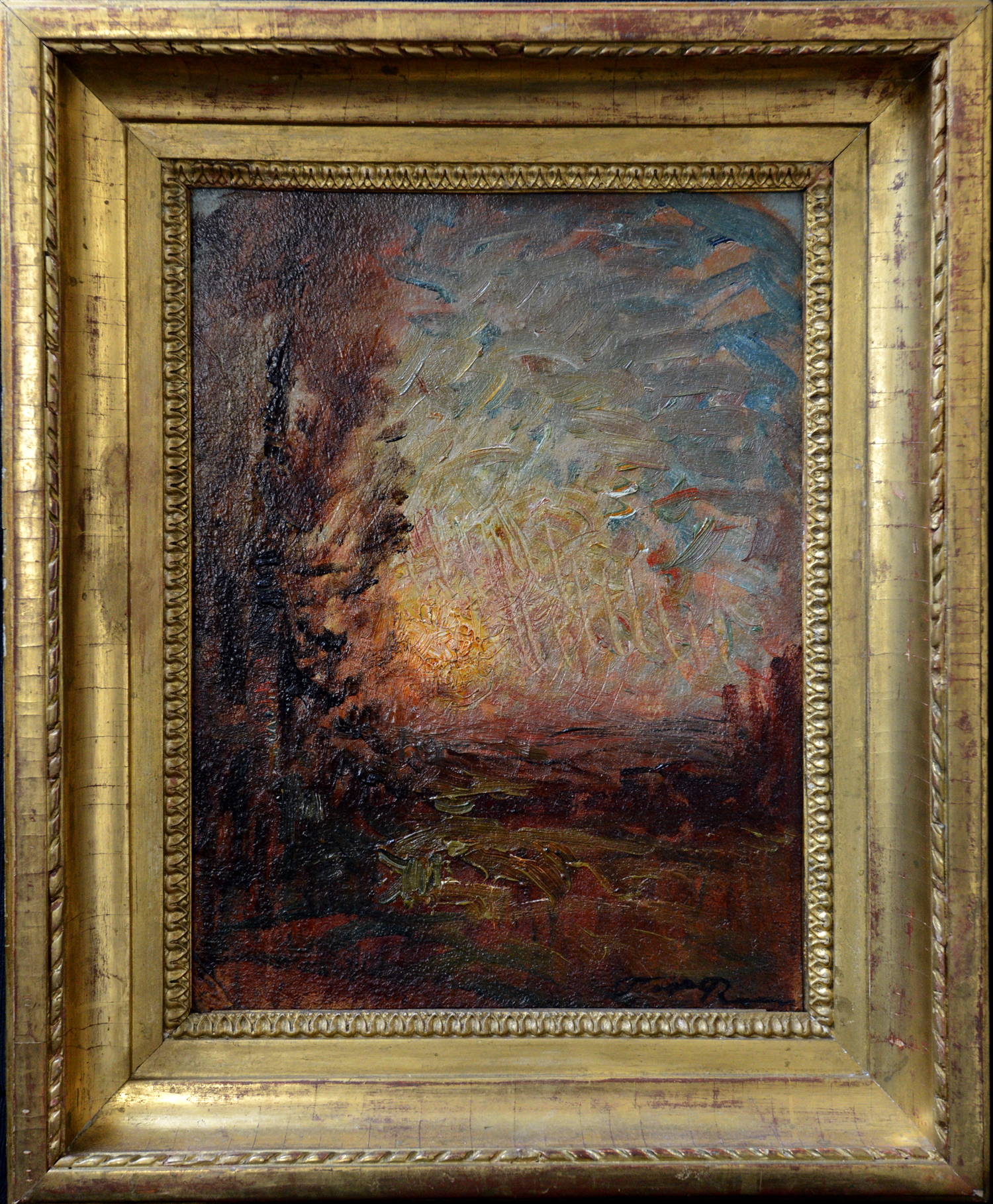
Paesaggio al crepuscolo